# (2803) Vilho
(2803) Vilho est un astéroïde de la ceinture principale.

## Description
(2803) Vilho est un astéroïde de la ceinture principale. Il fut découvert le 29 novembre 1940 à Turku par Liisi Oterma. Il présente une orbite caractérisée par un demi-grand axe de 3,14 UA, une excentricité de 0,18 et une inclinaison de 1,3° par rapport à l'écliptique.

## Compléments